# Ribeira de Piquín
Ribeira de Piquín és un municipi de la província de Lugo a Galícia. Pertany a la Comarca de Meira. Es divideix en les parròquies de Navallos (San Pedro), San Xurxo de Piquín (San Xurxo), Santalla (Santalla), Santiago de Acevo (Santiago) i Os Vaos (San Xoán).

## Personatges de Ribeira de Piquín
- Aníbal Otero Álvarez (1911-1974)